# Thomas Würdisch
Thomas Würdisch (* 27. Juni 1962 in Halle (Saale)) ist ein deutscher Politiker der Sozialdemokratischen Partei Deutschlands (SPD) und seit Oktober 2019 Mitglied im Landtag Mecklenburg-Vorpommern.

## Ausbildung und berufliche Tätigkeit
Würdisch besuchte von 1969 bis 1979 die zehnklassige Polytechnische Oberschule in Halle (Saale). Anschließend absolvierte er bis 1981 eine Berufsausbildung zum Instandhalter für technologische Ausrüstungen des Industriezweiges Kraftwerksanlagen. Er war von 1981 bis 2008 Mitarbeiter in gastronomischen Einrichtungen und Hotels in Oberhof, Halver, Stralsund und Samtens. In den Jahren 2003 bis 2005 machte er eine Umschulung zum Hotelkaufmann. Von 2008 bis 2011 arbeitete er im Aufbaustab zum Neubau eines Hotels in Dranske, dessen Geschäftsführer er in den Jahren 2011 bis 2013 war. Von 2013 bis 2019 war er als Wahlkreismitarbeiter von Sonja Steffen in Stralsund tätig.

## Politik
Im Jahr 2002 trat er in die Sozialdemokratische Partei Deutschlands (SPD) ein. Seit 2004 ist er Vorsitzender des SPD-Ortsvereins Amt Altenpleen. Von 2005 bis 2007 gehörte er der SPD Nordvorpommern an. Er war von 2007 bis 2011 Vorsitzender des SPD-Kreisverbandes Nordvorpommern und von 2009 bis 2011 Mitglied des Landesvorstandes der SPD Mecklenburg-Vorpommern. Im gleichen Zeitraum war Würdisch Mitglied des Kreistages Vorpommern-Rügen. Seit 2011 ist er sachkundiger Einwohner der SPD-Kreistagsfraktion Vorpommern-Rügen. Von 2011 bis 2019 war er Vorsitzender des SPD-Kreisverbandes Vorpommern-Rügen; seit 2014 ist er Vorsitzender des Landesparteirates der SPD Mecklenburg-Vorpommern und seit 2015 stellvertretender Vorsitzender des Landesvorstandes der Sozialdemokratischen Gemeinschaft für Kommunalpolitik (SGK) in Mecklenburg-Vorpommern. Seit Mai 2019 ist er als sachkundiger Einwohner für die SPD-Bürgerschaftsfraktion der Stadt Stralsund aktiv. Am 22. Oktober 2019 rückte Würdisch als Mitglied des Landtages Mecklenburg-Vorpommern für Erwin Sellering nach.
Bei der Landtagswahl in Mecklenburg-Vorpommern 2021 wurde Thomas Würdisch im Landtagswahlkreis Vorpommern-Rügen III - Stralsund I als Direktkandidat für die SPD gewählt und ist seitdem Mitglied im 8. Landtag Mecklenburg-Vorpommern. Er ist Mitglied im Wirtschaftsausschuss, Petitionsausschuss und Finanzausschuss. Er ist Sprecher der SPD-Landtagsfraktion für Tourismus- und Kirchenpolitik.

## Sonstiges
Er ist konfessionslos, verheiratet und hat zwei Töchter und einen Sohn. Seit 2014 ist er Mitglied im Weißen Ring.